# Кармен Мартін Гайте
Кармен Мартін Гайте (8 грудня 1925 — 23 липня 2000) — іспанська письменниця, яка написала багато романів, оповідань, сценаріїв і есе у різних жанрах. Її робота здобула визнання: у 1957 році нагороджена премією Надаль за Entre visillos; у 1988 році вона отримала нагороду принца Астурійського; у 1992 році відзначена премією «Кастилья і Леон де лас-Летрас», а також нагороджена премією «Почесна премія» за працю свого життя.

## Життєпис
Кармен Мартін Гайте народилася 8 грудня 1925 року в Саламанці. Вона була другою дочкою Хосе Мартіна Лопеса (Вальядолід, 1885) і Марії Гайте Велозо (Оренсе, 1894), які одружилися в 1923 році. Її батьки познайомилися в Саламанці, де її батько працював нотаріусом. Її мати, дідусь і бабуся по материнській лінії були з Оренсе. Її дід був професором географії, а її двоюрідний дядько заснував Ateneo of Orense та був директором і видавцем газети під назвою El Orensano. Сім'я проводила літо на фермі її дідуся і бабусі в Сан-Лоренцо-де-Піньор (Барбадас), за п'ять кілометрів від Оренсе. Ці подорожі, які лягли в основу її зв'язку з Галісією та її культурою, згодом вплинули на деякі її письмові роботи, зокрема Las ataduras і Retahílas.
Мартін Гайте виріс у місті Саламанка. Він мав ліберальні політичні погляди й не хотів, щоб донька навчалася в релігійному інституті. Отож замість того, щоб відвідувати релігійну школу в її ранні роки, Мартін Гайте навчалася вдома у приватних викладачів і її батька, який захоплювався історією та літературою.
Початок громадянської війни в Іспанії завадив Мартін Гайте відвідувати останні два роки середньої школи в Шкільному інституті Мадрида, як це робила її сестра Ана до неї. Вона здобула середню освіту в Інституті жіночої школи Саламанки, місце, яке пізніше було представлено в її романі Entre visillos. Там її навчали Рафаель Лапеса та Сальвадор Фернандес Рамірес, майбутні члени Real Academia Española (Королівської іспанської академії). Їхній вплив істотно позначився на її літературному покликанні.
У 1943 році вона вивчала філософію в Університеті Саламанки, де її викладали Франсіско Мальдонадо, Антоніо Товар, Мануель Гарсія Кальво та Алонсо Замора Вісенте. На першому курсі вона познайомилася з Ігнасіо Альдекоа та Агустіном Гарсіа Кальво. Приблизно в цей час її перші вірші опублікували в журналі Trabajos y días. Вона також захопилася театром, взявши участь у кількох виставах як актриса. Влітку 1946 року вона отримала грант Університету Коїмбри, де вона поглибила свій інтерес до португальсько-галісійської культури.
Після закінчення навчання з романських мов влітку 1948 року вона отримала стипендію для подальшого навчання за кордоном у Міжнародному коледжі Канн. Там вона вдосконалила свою французьку та познайомилася з більш відкритим і космополітичним суспільством. Того ж року вона переїхала до Мадрида, щоб підготувати докторську дисертацію з XIII галісійсько-португальського шансоньє, яку не завершила. У Мадриді Ігнасіо Альдекоа познайомив її з літературним гуртком, до якого входили деякі письменники, що належали до покоління 1950-х. У цьому колі помітними митцями були Медардо Фрайле, Альфонсо Састре, Майрата О'Вісієдо, Хесус Фернандес Сантос, Рафаель Санчес Ферлосіо, Жозефіна Альдекоа та Карлос Едмундо де Орі.
Гейт була одружена з колегою-письменником Рафаелем Санчесом Ферлосіо.